# Социјалистички настројене земље
У политичкој терминологији бившег Совјетског Савеза, социјалистички настројене земље (рус. Страны социалистической ориентации) су биле земље Трећег света које је Совјетски Савез признао као привржене идејама социјализма у марксистичко-лењинистичком схватању. Као резултат тога, ове земље су добиле значајну економску и војну подршку. У совјетској штампи, ове државе су називане и „земљама на путу изградње социјализма“ (рус. страны, идущие по пути строительства социализма) и „земље на путу социјалистичког развоја“ (рус. страны, стоящие на пути социалиcтического развития). Сви ови термини су значили да повуку разлику од правих социјалистичких држава (у марксистичко-лењинистичком схватању).
Употреба термина је делом била резултат преиспитивања национално-ослободилачких покрета у Трећем свету после Другог светског рата, раширене деколонизације и појаве Покрета несврстаних, као и тајног говора Никите Хрушчова на 20. Конгресу Комунистичка партија Совјетског Савеза и дестаљинизација совјетског марксизма. Дискусија о антиколонијалној борби на 2. светском конгресу Коминтерне 1920. била је формулисана у смислу дебате између оних за савез са антиимперијалистим и противницима националне буржоазије (коју је у почетку заговарао Владимир Лењин) и заговорника за чисту социјалистичку борбу, антифеудалну као и антиимперијалистичку борбе (као што је М. Н. Рој).
Револуције послератне ере деколонизације (осим оних које су предводиле експлицитно пролетерске снаге као што је Вијетнамска револуција), нпр. успон насеризма, многи комунисти су у почетку видели као нови облик буржоаског национализма и често је било оштрих сукоба између комуниста и националиста. Међутим, усвајање левичарских економских програма (као што је национализација и/или земљишна реформа) од стране многих од ових покрета и влада, као и међународних савеза између револуционарних националиста и Совјетског Савеза, приморали су комунисте да преиспитају свој став. Ови покрети се сада нису сматрали ни класичним буржоаским националистима ни социјалистичким пер се, већ нудећи могућност „некапиталистичког развоја“ као пута „транзиције у социјализам“. У различитим временима под појмом се мислило на: Алжир, Анголу, Централноафричку Републику, Египат, Етиопију, Индију, Либију, Мозамбик, Јужни Јемен и многе друге.
У совјетским политичким наукама, „социјалистичка оријентација“ је дефинисана као почетни период развоја у земљама које су одбациле капитализам, али још нису имале предуслове за социјалистичку револуцију или развој. У том смислу коришћен је опрезнији синоним, односно „земље на путу некапиталистичког развоја“. Совјетски приручник о Африци из 1986. тврдио је да је отприлике једна трећина афричких држава следила овај пут.
У неким земљама које је Совјетски Савез означио као социјалистички настројене, као што је Индија, ова формулација је оштро критикована од стране новонасталих маоистичких или кинеских група као што је Комунистичка партија Индије (марксистичка), која је доктрину класу сматрала колаборационистичком, као део ширег кинеско-совјетског раскола и маоистичка борба против такозваног совјетског ревизионизма.